# Apfelstädtaue zwischen Wechmar und Wandersleben
Das Naturschutzgebiet Apfelstädtaue zwischen Wechmar und Wandersleben liegt auf dem Gebiet  der Landgemeinde Drei Gleichen im Landkreis Gotha in Thüringen. Es erstreckt sich entlang der Apfelstädt zwischen dem südwestlich gelegenen Wechmar und dem südöstlich gelegenen Wandersleben, beide Ortsteile von Drei Gleichen.
Nordwestlich des Gebietes verläuft die Landesstraße L 1026 und östlich die L 2163. Südlich verläuft die L 2147, erstreckt sich das 222,7 ha große Naturschutzgebiet Röhnberg und erstreckt sich die 39 ha große Talsperre Wechmar.

## Bedeutung
Das 118,3 ha große Gebiet mit der NSG-Nr. 389 wurde im Jahr 2010 unter Naturschutz gestellt. 